# Stadsvlag
Een stadsvlag of gemeentevlag is een symbool voor een stad of gemeente.
In de middeleeuwen mocht een stad na het verlenen van het stadsrecht een stadswapen invoeren. Met dit wapen werden ook de stadskleuren bepaald die vervolgens in de wapenbanier terugkwamen. Voorbeelden van stadsvlaggen tijdens de middeleeuwen zijn de hanzevlaggen van de hanzesteden zoals Brugge, Groningen en Deventer.
In de loop der tijd zijn er steeds meer stadsvlaggen vastgelegd en tegenwoordig hebben de meeste Belgische en Nederlandse steden en gemeenten een stads- of gemeentevlag.

## Nederland
Niet iedere Nederlandse gemeente heeft of had een eigen vlag. Het is de gemeenteraad die besluit of en zo ja, welke gemeentevlag er wordt gevoerd. Gemeentevlaggen worden door de gemeenteraad vastgesteld, na vaststelling van het gemeentewapen door de Hoge Raad van Adel (HRvA). De vlag wordt dus niet door de koning verleend, zoals dat met het wapen gebeurt. De HRvA adviseert de gemeenten bij het kiezen van de gemeentevlag en legt de gemeentevlaggen tevens vast in het vlaggenregister. De trend is echter dat veel gemeenten hun vlag vervangen door een - meestal wit - doek met een logo en de naam van de gemeente er op, vergelijkbaar met en nauwelijks te onderscheiden van de meeste bedrijfsvlaggen. Deze logovlaggen worden niet in het vlaggenregister opgenomen.
Een gemeente kan een andere vlag en/of een ander wapen aannemen wanneer de gemeentegrenzen veranderen, of wanneer er om een andere reden behoefte is aan vernieuwing. Na een gemeentelijke herindeling worden de vlaggen van de voormalige gemeenten die zijn samengevoegd vaak door de gemeenteraad als stads- of dorpsvlag voor de betreffende plaatsen aangewezen. Hetzelfde gebeurt met de dorpswapens.
Het is in Nederland gebruikelijk dat een gemeentevlag die in het vlaggenregister wordt opgenomen dezelfde kleuren heeft als het gemeentewapen, tenzij er goede redenen zijn om daarvan af te wijken, bijvoorbeeld wanneer historisch onderzoek heeft uitgewezen dat de oorspronkelijke kleuren van het gemeentewapen anders zijn dan de kleuren waarin het wapen is verleend. Een andere reden voor het gebruik van afwijkende kleuren kan zijn wanneer de gemeente historisch met bepaalde kleuren vlagde die bijvoorbeeld waren geassocieerd met plaatselijke beschermheiligen of historische heersers.
Tot ca. 1960 adviseerde de HRvA om als gemeentevlag stroken doek in de kleuren van het gemeentewapen te gebruiken. Dat stelt de burgers in staat zelf tegen geringe kosten hun eigen vlag te vervaardigen, terwijl de fabricage met de in die tijd gangbare methoden goedkoop was. Deze vlaggen worden soms aangeduid met de benaming kleurenvlaggen. Door het kleine aantal mogelijke variaties lijken veel gemeentevlaggen uit die periode daardoor op elkaar. Later stapte HRvA van dit advies af. Er was meer welvaart in het land en de fabricage van vlaggen veranderde waardoor ook vlaggen met symbolen tegen een redelijke prijs konden worden vervaardigd.

### Geschiedenis
Al in de Middeleeuwen hadden de steden eigen vlaggen en vaandels. Vaak waren die gebaseerd op de kleuren van het stadswapen. Ze bestonden meestal uit aan elkaar genaaide repen stof in de kenmerkende kleuren voor de stad. De vorm en het ontwerp waren niet altijd vastgelegd en konden in de loop der tijd veranderen.
Historisch werden al sinds de zestiende eeuw op zee vlaggen gevoerd waaraan schippers hun stads- of streekgenoten konden herkennen. Gemeenten die thuishaven waren voor de Noordzeevisserij werden in 1857 door de commissaris van de Koning verzocht aan te geven welke vlaggen er op zee werden gevoerd naast de nationale vlag. Dit waren vlaggen van reders, maar ook van de gemeente van de thuishaven. Omwille van de naleving van de Visserijwet hebben diverse gemeenten op dat moment een eigen vlag vastgesteld. Later (vanaf 1882) werden de vlaggen aan boord vervangen door een lettercode. De gemeentevlaggen bleven echter.

#### Defileervlaggen
Veel Nederlandse gemeentevlaggen zijn pas ontstaan na het 40-jarig regeringsjubileum van koningin Wilhelmina in 1938, waarbij iedere gemeente een afvaardiging stuurde, die bestond uit jongeren. Iedere afvaardiging werd voorafgegaan door een gemeentevlag. Voor gemeenten die geen eigen vlag hadden werd een vlag vervaardigd in de kleuren van de provincievlag met daarop in het kanton het gemeentewapen. Friesland en Brabant voerden hun huidige vlag. Voor alle overige provincies, die nog geen eigen vlag hadden, werd een vlag ontworpen. Pas na de Tweede Wereldoorlog kregen de provincievlaggen een officiële status. Van de voor het defilé ontworpen provincievlaggen is geen enkele aangenomen als officiële vlag. Merkwaardig genoeg hebben sommige gemeenten hun gelegenheidsvlag nog jarenlang als officieuze gemeentevlag gebruikt. Anno 2019 zijn er nog steeds vier gemeenten die een vlag voeren die van de defileervlag is afgeleid.
De defileervlaggen van 1938 waren een uitbreiding op de vlaggen die in 1935 tijdens een defilé ter gelegenheid van het 750-jarig bestaan van de Noord-Brabantse hoofdstad 's-Hertogenbosch voor alle Brabantse gemeenten waren vervaardigd. Deze hadden een identiek ontwerp en waren bedoeld ter promotie van de Brabantse vlag. Het idee daarvoor was afkomstig van de Brabantse rijksarchivaris J. Smit.

### Vlaggenboek
Omstreeks 1958 stuurde de vexilloloog K. Sierksma een brief aan alle overheidsinstanties met het verzoek informatie te verstrekken over de gebruikte vlaggen, voor zijn Nederlands Vlaggenboek dat niet geheel toevallig in 1962 verscheen. In dat jaar werd het 25-jarig huwelijk van koningin Juliana met Prins Bernhard uitbundig gevierd. Het lijkt er op dat zowel het verzoek als het verschijnen van het boekje de belangstelling voor het ontwerpen van gemeentevlaggen heeft vergroot. Relatief veel gemeentevlaggen zijn in deze periode ontworpen of gewijzigd.

## België
In Vlaanderen werd door een decreet van de Cultuurraad voor de Nederlandse Cultuurgemeenschap van 28 januari 1977 bepaald dat alle Vlaamse gemeentes een wapen en vlag moesten aannemen, indien ze deze nog niet hadden. In Wallonië werd er voor gekozen om hier geen verplichting van te maken, waar er ook meerdere Waalse gemeentes zijn die geen wapen of vlag voeren.

## Voorbeelden

Vlag van Brisbane, Australië
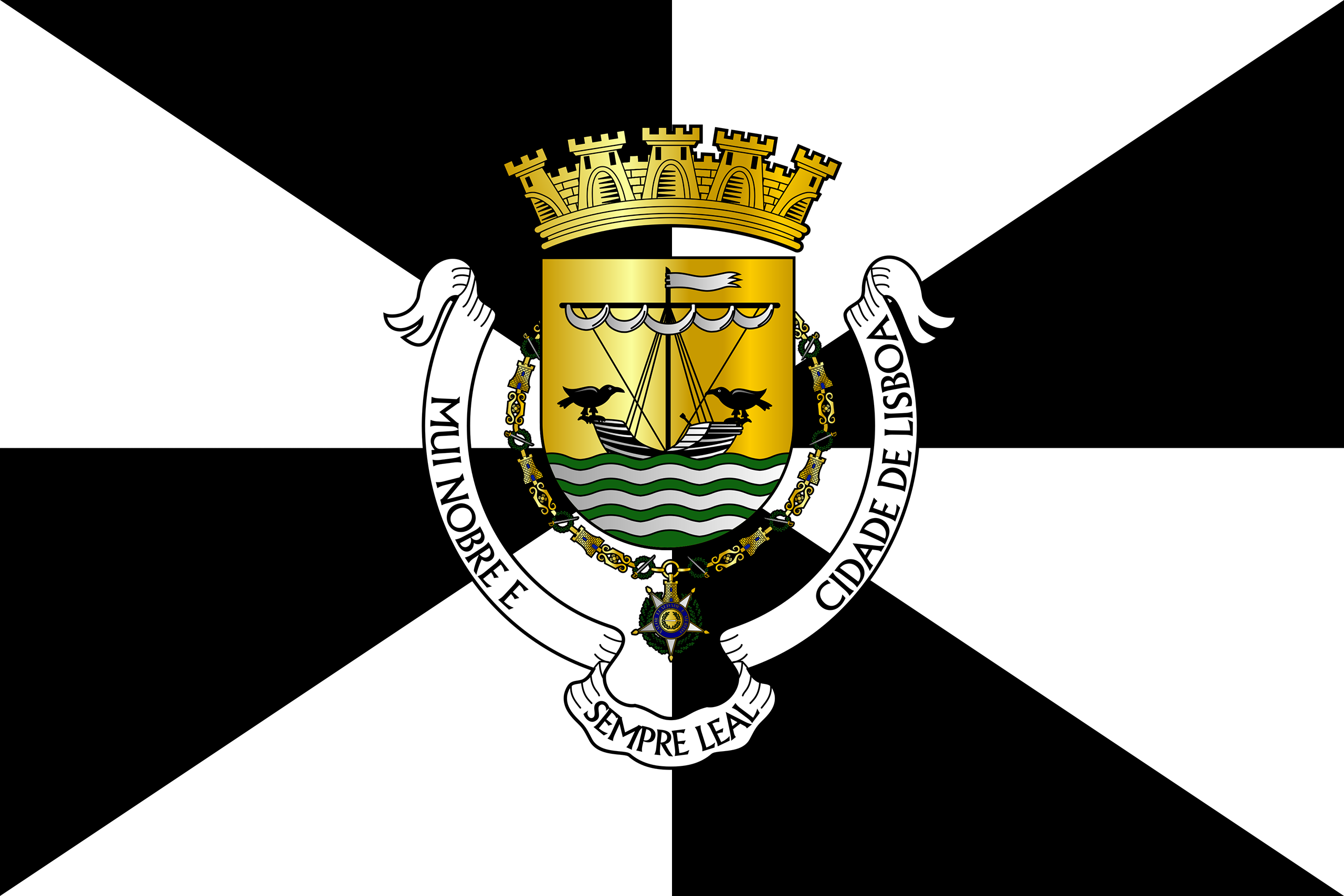
Vlag van Lissabon, Portugal
Vlag van Kyoto, Japan
Vlag van Rio de Janeiro, Brazilië
Vlag van Amsterdam.
Vlag van het Brussels Hoofdstedelijk Gewest